# جنگل تیجوکا
جنگل تیجوکا (به پرتغالی: Parque Nacional da Tijuca) یک پارک ملی در برزیل است که در ریو دو ژانیرو واقع شده‌است.